# Milan Ćalasan
Milan Ćalasan, črnogorsko-slovenski nogometaš in zastopnik, * 29. oktober 1954, Maribor.
Ćalasan je v prvi jugoslovanski ligi igral za klube Crvena zvezda, Olimpija in Dinamo Zagreb. V prestanku kariere je igral za Liège v belgijski ligi, Rot-Weiss Essen v nemški ligi ter AS Béziers, US Orléans in FC Gueugnona v francoski ligi.
Kot športni zastopnik vodi ali je vodil kariere trenerja Arsèna Wengerja in nogometašev Christiana Karembeuja, Nikole Žigića, Branka Boškovića, Juana Pabla Sorína in Érica Rabésandratane.